# Falling (canción de Julee Cruise)
«Falling» es una canción interpretada por la cantante estadounidense Julee Cruise. Fue publicada el 12 de septiembre de 1989 como la segunda canción de su primer álbum de estudio Floating into the Night.  La canción fue lanzada más tarde como el sencillo principal del álbum, y llegó a las listas de 15 países de todo el mundo entre 1990 y 1992, incluido Australia, donde alcanzó el número 1 en abril de 1991.

## Video musical
Se produjo un video musical con Julee Cruise interpretando la canción a través de cortinas suaves y una iluminación roja dramática. Se desvanece a varias escenas de la serie de televisión Twin Peaks. La versión utilizada en el video es un corte editado de la canción.

## Revisión retrospectiva
En mayo de 2012, NME colocó la canción en la posición #38 en su lista de las “100 mejores canciones de la década de 1990”, y la describió como “una espeluznante balada salpicada de los años 1950”. En agosto de 2010, Pitchfork clasificó a «Falling» en el puesto #146 en su lista de las “200 mejores canciones de la década de 1990”, y el crítico musical Tom Ewing dijo que “no es solo que «Falling» evoca inquebrantablemente un gran show, es que el show fue genial porque en su mejor momento estuvo a la altura del misterio y el romance que prometía la delicada voz de Julee Cruise. En 2012, Porcys clasificó la canción en el puesto #95 en su lista de los "100 mejores sencillos de 1990–1999”, y la describió como “hauntologia par exellence”.

## Posicionamiento

### Gráfica semanal
| Gráfica (1990–92)                       | Pico de posición |
| --------------------------------------- | ---------------- |
| Alemania (Official German Charts)       | 17               |
| Australia (ARIA Top 100 Singles)        | 1                |
| Austria (Ö3 Austria Top 40)             | 14               |
| Bélgica (Flandes) (Ultratop 50 Singles) | 14               |
| Canadá (RPM Adult Contemporary)         | 32               |
| Dinamarca (IFPI Danmark)                | 8                |
| Estados Unidos (Billboard Hot 100)      | 11               |
| Europa (European Hot 100 Singles)       | 26               |
| Finlandia (Suomen virallinen lista)     | 2                |
| Irlanda (Irish Singles Chart)           | 5                |
| Italia (Musica e dischi)                | 3                |
| Noruega (VG-lista)                      | 3                |
| Nueva Zelanda (Recorded Music NZ)       | 33               |
| Países Bajos (Nederlandse Top 40)       | 16               |
| Países Bajos (Single Top 100)           | 17               |
| Reino Unido (UK Singles Chart)          | 7                |
| Suecia (Sverigetopplistan)              | 2                |
| Suiza (Schweizer Hitparade)             | 25               |

### Gráfica de fin de año
| Gráfica (1991)                          | Pico de posición |
| --------------------------------------- | ---------------- |
| Australia (ARIA Top 100 Singles)        | 30               |
| Bélgica (Flandes) (Ultratop 50 Singles) | 60               |
| Europa (European Hot 100 Singles)       | 97               |
| Países Bajos (Nederlandse Top 40)       | 85               |
| Países Bajos (Single Top 100)           | 70               |

## Certificaciones y ventas
| País             | Certificación | Ventas |
| ---------------- | ------------- | ------ |
| Australia (ARIA) | Oro           | 35,000 |
| Suecia (GLF)     | Oro           | 25,000 |